# Dacus sexmaculatus
Dacus sexmaculatus är en tvåvingeart som beskrevs av Walker 1871. Dacus sexmaculatus ingår i släktet Dacus och familjen borrflugor.
Artens utbredningsområde är Egypten. Inga underarter finns listade i Catalogue of Life.